# Jaciment arqueològic del Coll de l'Àliga
El Coll de l'Àliga és un jaciment arqueològic situat entre el Puig de l'Àliga i el turó de les Tres Partions, al terme municipal de Canyelles(Garraf), inclòs a l'Inventari del Patrimoni Arqueològic i Paleontològic de Catalunya.
És un jaciment molt pobre arqueològicament parlant, ja que tan sols s'hi ha localitzat un petit nombre de material lític en superfície. L'any 2002 es va tornar a visitar el jaciment, però no s'hi va localitzar cap resta degut al mal estat de la superfície i l'abundant vegetació arbustiva.